# Рипли, Фэй
Фэй Ри́пли (англ. Fay Ripley; 26 февраля 1966, Уимблдон, Англия, Великобритания) — английская актриса и писательница.

## Биография
Фэй Рипли родилась 26 февраля 1966 года в пригороде Лондона Уимблдоне (Англия, Великобритания) в семье бизнесмена Бева Рипли и торговки антиквариатом Тины Рипли (в девичестве Форстер). Родители Фэй развелись в 1968 году, но позже оба повторно вышли замуж и женились. От новых браков родителей у Рипли появилось несколько сводных братьев и сестёр.
В 1990 году Фэй окончила театр драмы и начала играть в театрах. В 1994 году Рипли дебютировала в кино, сыграв роль Карен Хьюз в фильме Энтони Уоллера «Немой свидетель» и в этом же году она сыграла проститутку в фильме Кеннета Брана «Франкенштейн Мэри Шелли», но сцены с её участием в итоге были удалены. По состоянию на 2013 год, сыграла в 29 фильмах и телесериалах и больше времени отдаёт писательству, нежели кинематографу.
С сентября 2001 года Фэй замужем за актёром Дэниелом Лапейном (род. 1970). У супругов есть двое детей — дочь Паркер Лапейн (род. 31.10.2002) и сын Санни Лапейн (род. 04.10.2006).